# Lola Liefers
Lola Marie Josefine Liefers (* 28. Februar 2008 in Berlin) ist eine deutsche Schauspielerin.
Sie ist die Tochter von Anna Loos und Jan Josef Liefers. Ihre ältere Schwester Lilly Liefers ist ebenfalls Schauspielerin.

## Filmographie (Auswahl)
- 2015: Herbert
- 2016: Treffen sich zwei
- 2018: Helen Dorn: Schatten der Vergangenheit
- 2019: Die Drei von der Müllabfuhr – Baby an Bord
- 2021: Gefangen